# Пон-Сен-Мартен

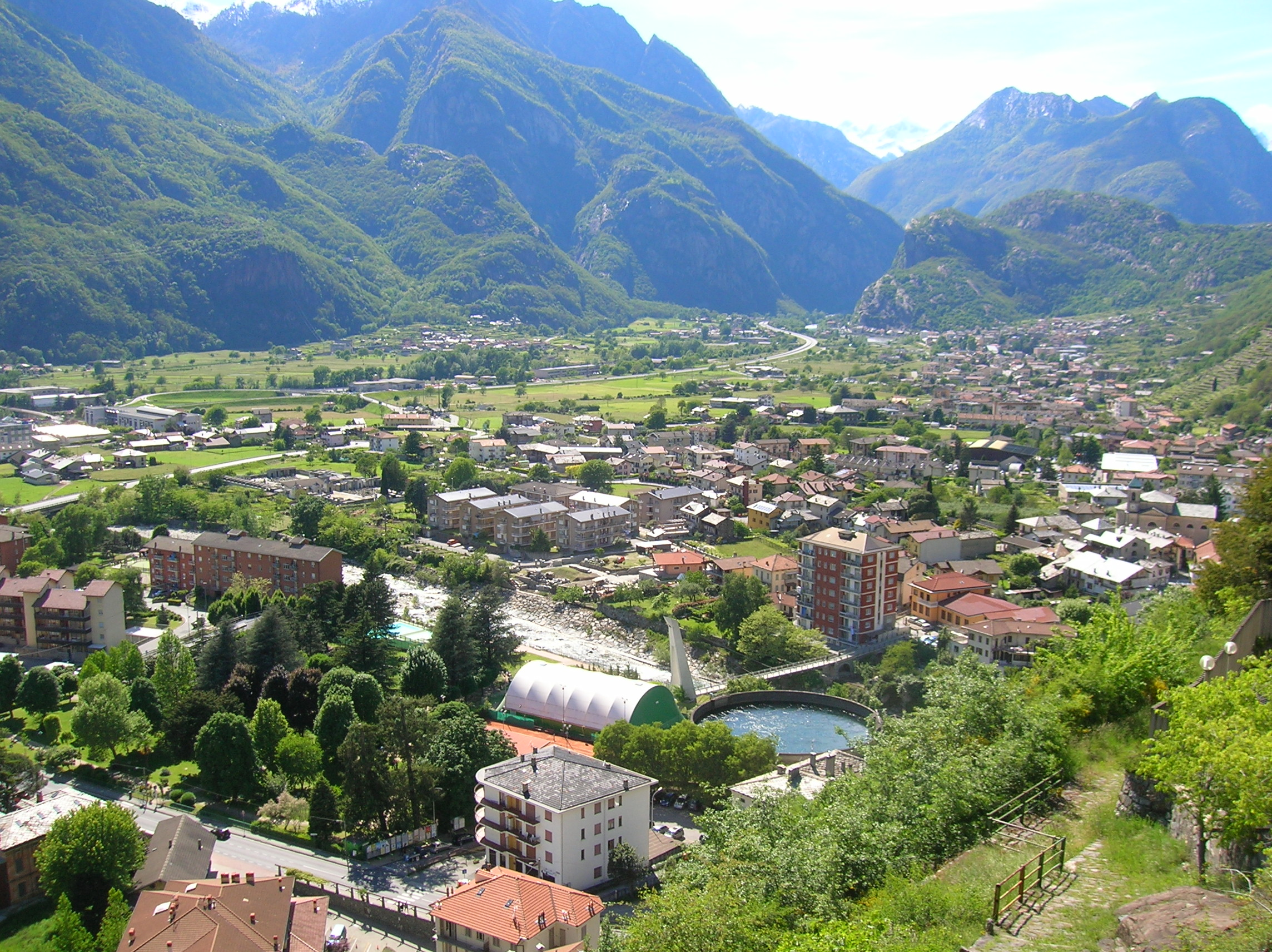
Панорама Понт-Сен-Мартена с пути к Ивери

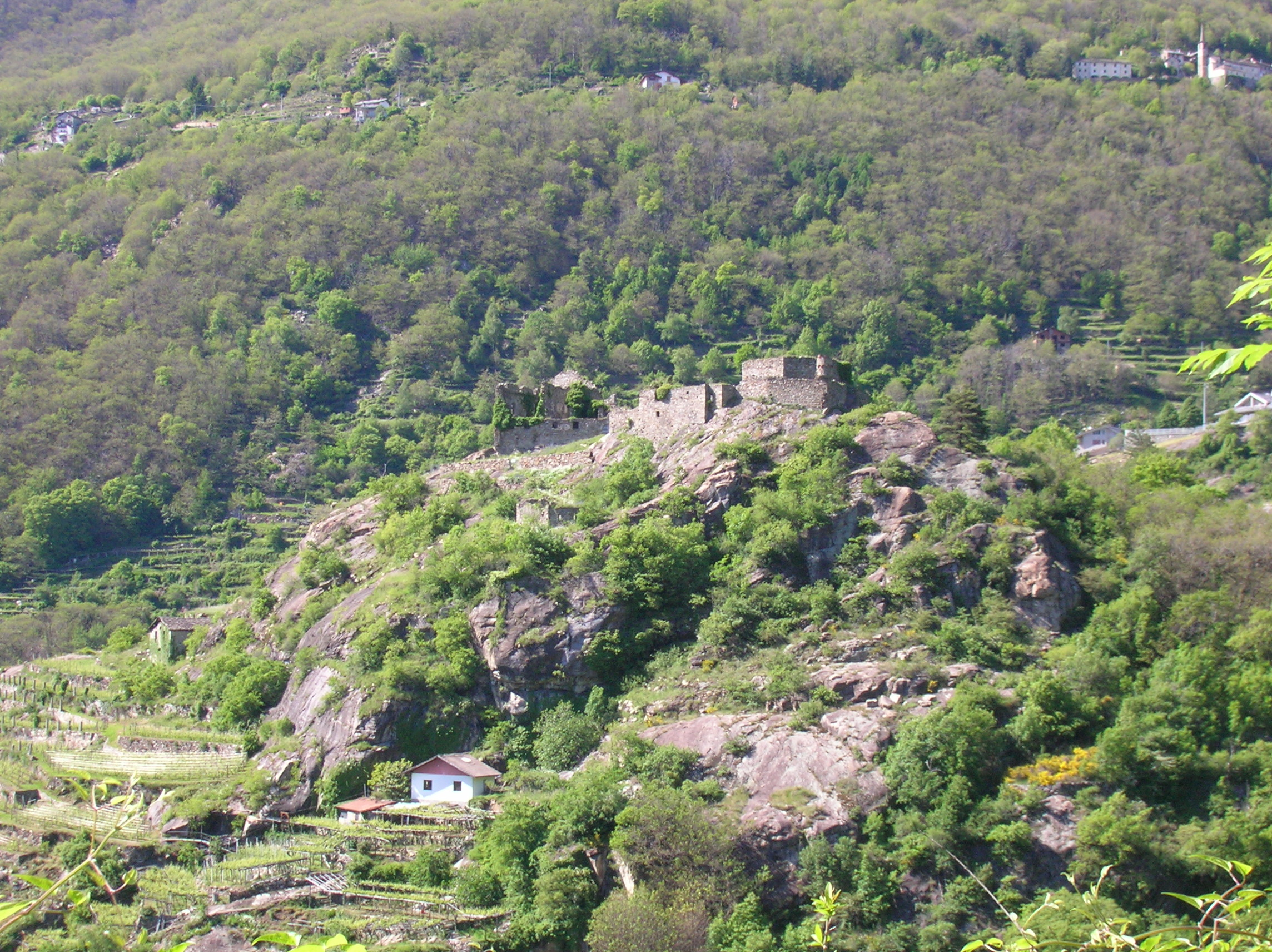
Замок в Понт-Сен-Мартен

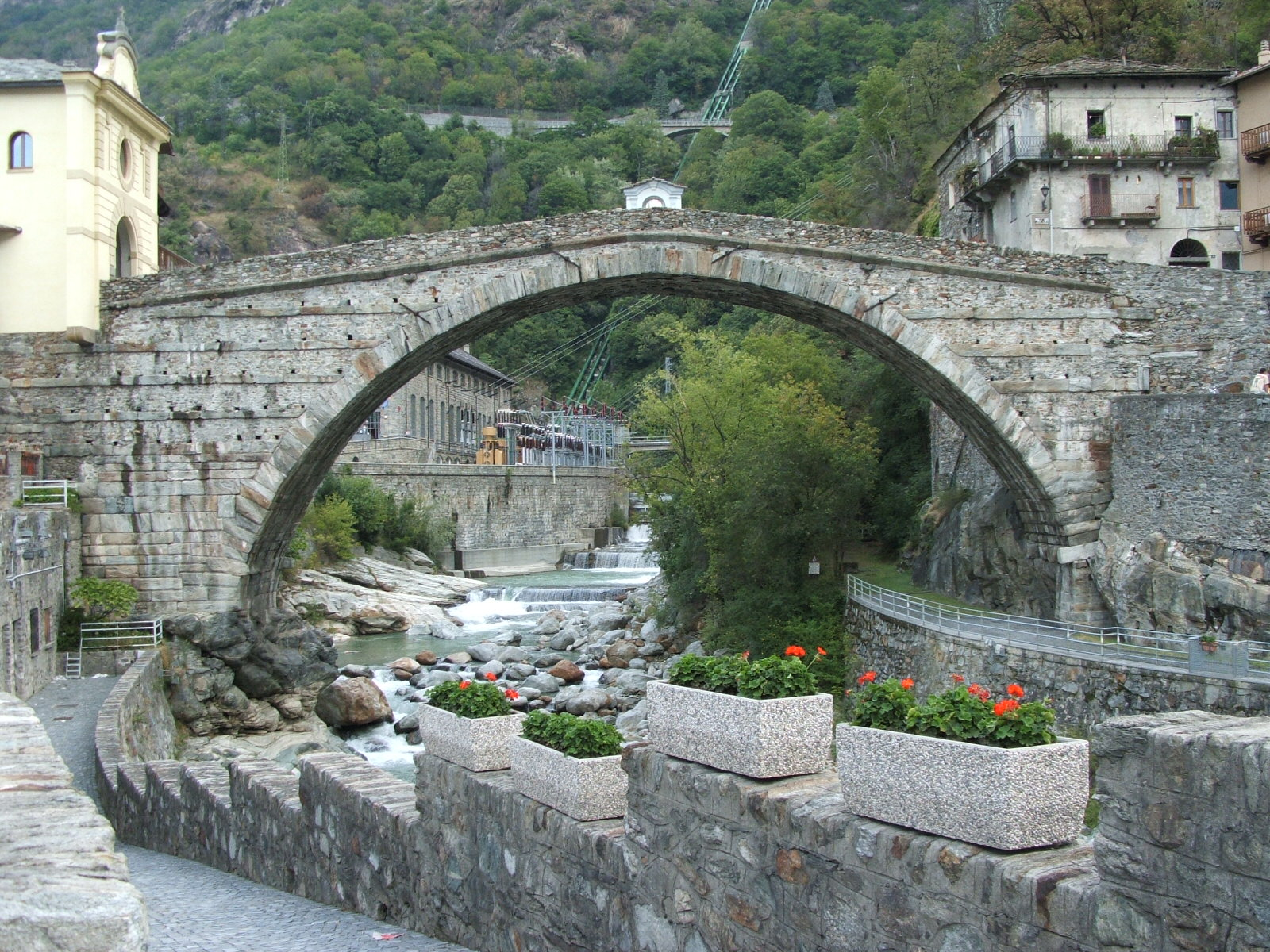
Мост святого Мартина

Пон-Сен-Мартен (фр. Pont-Saint-Martin) — коммуна в Италии, располагается в автономном регионе Валле-д’Аоста.
Население составляет 3945 человек (2008 г.), плотность населения составляет 573 чел./км². Занимает площадь 7 км². Почтовый индекс — 11026. Телефонный код — 0125.
Покровителем коммуны почитается святой Лаврентий, празднование 10 августа.

## Демография
Динамика населения:

## Города-побратимы
- Пон-Сен-Мартен, Франция
- Бетера, Испания